# Newville (Pennsilvània)
Newville és una població dels Estats Units a l'estat de Pennsilvània. Segons el cens del 2000 tenia 1.367 habitants.

## Demografia
Segons el cens del 2000, Newville tenia 1.367 habitants, 579 habitatges, i 386 famílies. La densitat de població era de 1.199,5 habitants/km².
Dels 579 habitatges en un 31,8% hi vivien nens de menys de 18 anys, en un 42,7% hi vivien parelles casades, en un 17,4% dones solteres, i en un 33,3% no eren unitats familiars. En el 29,4% dels habitatges hi vivien persones soles el 9,7% de les quals corresponia a persones de 65 anys o més que vivien soles. El nombre mitjà de persones vivint en cada habitatge era de 2,31 i el nombre mitjà de persones que vivien en cada família era de 2,78.
Per edats la població es repartia de la següent manera: un 25,2% tenia menys de 18 anys, un 10,4% entre 18 i 24, un 29% entre 25 i 44, un 19,7% de 45 a 60 i un 15,7% 65 anys o més.
L'edat mediana era de 34 anys. Per cada 100 dones de 18 o més anys hi havia 87,5 homes.
La renda mediana per habitatge era de 30.313 $ i la renda mediana per família de 34.423 $. Els homes tenien una renda mediana de 28.214 $ mentre que les dones 21.875 $. La renda per capita de la població era de 17.922 $. Entorn del 12,2% de les famílies i el 12,9% de la població estaven per davall del llindar de pobresa.

## Poblacions més properes
El següent diagrama mostra les poblacions més properes.